# Philadelphia Field Club
I Philadelphia Field Club (1916-1928) è stata una società calcistica di Filadelfia, negli Stati Uniti.

## Philadelphia Field Club
Il Philadelphia Field Club partecipò alla stagione inaugurale della American Soccer League fondata dai proprietari del Bethlehem Steel F.C. che decisero di sciogliere il club e di costituirne uno nuovo a Filadelfia. Il club fu costituito dalla maggior parte dei migliori giocatori del Bethlehem Steel F.C. (in quel periodo una delle formazioni più forti del Nord America) vincendo il primo campionato della ASL. Alla fine della stagione i proprietari sciolsero la squadra (per problemi finanziari) e molti dei suoi giocatori a Bethlehem per ricostituirne nuovamente la società.

### Philadelphia Field Club (1922-1928)
Con il disfacimento del primo Philadelphia F.C., una nuova squadra omonima si iscrisse al campionato successivo senza confermare i successi precedenti, società che nella stagione 1926-27 cambiò proprietà con programmi ambiziosi, acquistando giocatori prevalentemente irlandesi e rinominando il club in Philadelphia Celtic. La nuova proprietà non riuscì a reggere economicamente i grandi investimenti effettuati ed a metà del campionato successivo, il 1927-28, dopo aver giocato solo 10 partite la società abbandonò la lega per bancarotta.

### Philadelphia Field Club (1928-1929)
Dopo lo scioglimento dei Philadelphia Celtic, una nuova società riprese il nome del Philadelphia F.C. partecipando al campionato successivo della American Soccer League del 1928-29 cessando le attività a fine campionato. Nello stesso autunno del 1929 i Bridgeport Bears si iscrisse al campionato della ASL. Dopo sei partite la squadra si trasferì a Philadelphia per diventare nuovamente Philadelphia Field Club. Dopo otto partite e prima che la stagione venisse sospesa a causa della fusione della ASL e Eastern Professional Soccer League la squadra si sciolse.

## Cronologia
| Anno                                        | Division | Lega | Stagione Regolare                       | Playoffs              | U.S. Open Cup   |
| ------------------------------------------- | -------- | ---- | --------------------------------------- | --------------------- | --------------- |
| Philadelphia Field Club I                   |          |      |                                         |                       |                 |
| 1921-22                                     | 1        | ASL  | 1°                                      | Campione (no playoff) | Quarto turno    |
| Philadelphia Field Club II                  |          |      |                                         |                       |                 |
| 1922-23                                     | 1        | ASL  | 8°                                      | No playoff            | ?               |
| 1923-24                                     | 1        | ASL  | 7°                                      | No playoff            | ?               |
| 1924-25                                     | 1        | ASL  | 12*                                     | No playoff            | Non qualificata |
| 1925-26                                     | 1        | ASL  | 11°                                     | No playoff            | Secondo turno   |
| Philadelphia Celtic                         |          |      |                                         |                       |                 |
| 1926-27                                     | 1        | ASL  | 11°                                     | No playoff            | Primo Turno     |
| 1927-28                                     | 1        | ASL  | 12° (Ritirata)                          | N/A                   | N/A             |
| Philadelphia Field Club III                 |          |      |                                         |                       |                 |
| 1928-29                                     | 1        | ASL  | 7° (girone andata); 6° (girone ritorno) | Non qualificata       | ?               |
| Bridgeport Bears/Philadelphia Field Club IV |          |      |                                         |                       |                 |
| Autunno 1929                                | 1        | ASL  | 9°                                      | No playoff            | N/A             |

## Trofei
- American Soccer League
  - Campioni: 1921-22

## Giocatori celebri
- Bert Patenaude
- Jimmy Douglas
- Bart McGhee
- James Gentle